# Bursera simaruba
Espèce
Classification phylogénétique
Le gommier rouge   (Bursera simaruba) est une espèce d'arbre de la famille des Burseraceae originaire de régions tropicales de l'Amérique. 
Il est implanté dans une zone qui s'étend des États-Unis (sud de la Floride) au Brésil, en passant par le Mexique, Jinotega, les Caraïbes et le Venezuela. 
Dans les Antilles françaises, il est connu sous le nom créole « gonmyè, gonmyè bayè, gonmyè wouj ».
Aux États-Unis, il est aussi connu sous divers autres noms : gumbo-limbo, copperwood (bois de cuivre), chaca et turpentine tree (arbre térébenthine).

## Description
Le Bursera simaruba est un arbre de 5 à 15 mètres de haut, au tronc lisse, rougeâtre et brillant - caractères qui le rendent facilement reconnaissable. L'écorce brun-rouge se desquame en bandes fines et transparentes. Après incision, le tronc laisse exsuder un suc blanc aromatique.
Les feuilles imparipennées comportent (3-) 7 (-9) folioles, ovées-oblongues, vert clair, à l'apex acuminé et la base arrondie. Elles dégagent une odeur de térébenthine.
Les fleurs blanches sont rassemblées en panicules de axillaires de 3-10 cm. Les fleurs mâles sont 5-mères, les femelles 3-mères, sur des pieds différents.
Le fruit est une drupe trigone, 10-12 mm, à l'épicarpe rouge foncé.
L'arbre perd ses feuilles de mars à avril puis fleurit au moment de l'apparition de nouvelles feuilles en avril-juin.

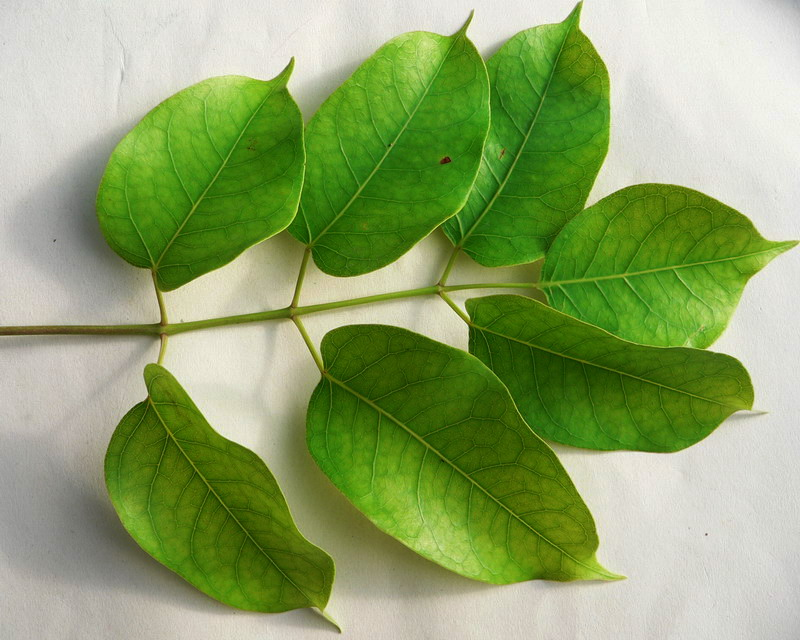
Feuille imparipennée du gommier rouge, Guadeloupe

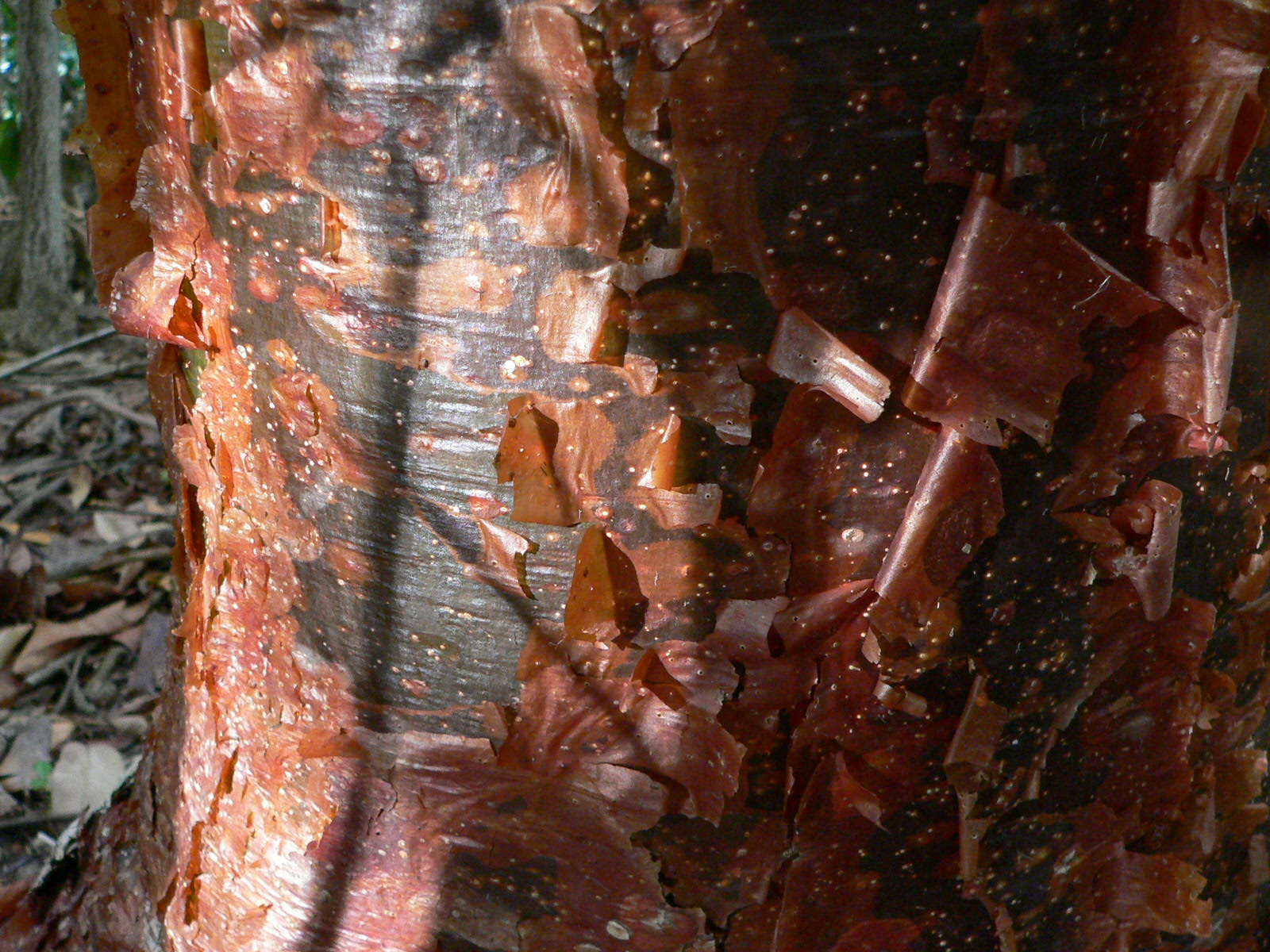
Écorce de gommier rouge, Guadeloupe
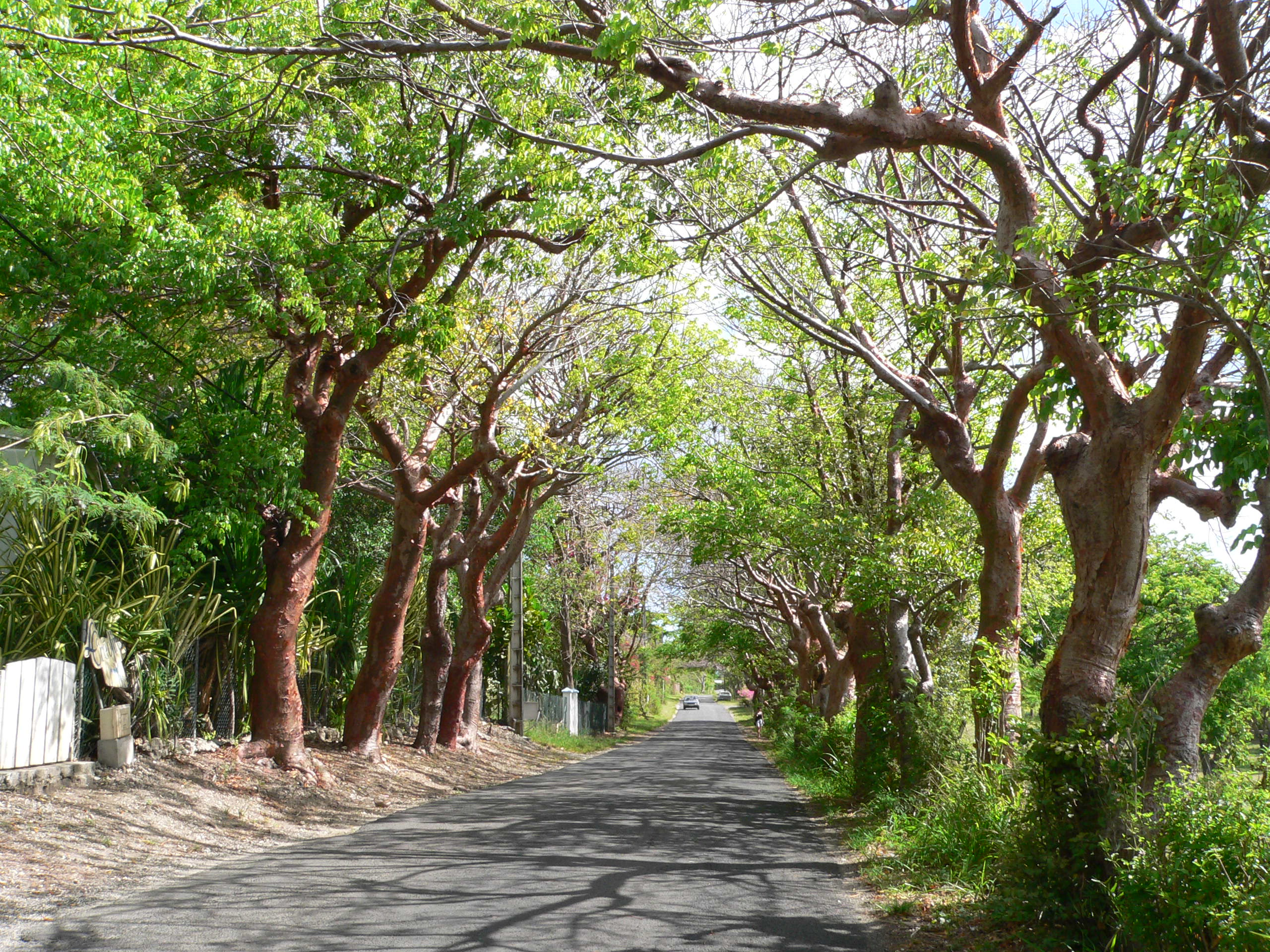
Allée de gommiers rouges, Guadeloupe

## Écologie
Arbre caractéristique de la forêt secondaire sèche et des bois secs en basse altitude.
C'est un arbre très commun aux Antilles françaises. On le trouve aussi dans les Grandes Antilles, au Mexique, en Amérique Centrale, au Venezuela et au Brésil.

## Composition
L'écorce renferme de 7 à 10 % de tanins, des saponines, des stérols insaturés, des leucoanthocyanines et des polyphénols.
La résine contient des triterpènes : α- et β-amyrine, épiglutinol, lupéol et un lignane. 

## Utilisations
Le gommier rouge est utilisé aux Antilles pour confectionner des barrières de propriétés, d'où son appellation de gonmyè bayè. Les branches se bouturent facilement.
La gomme-résine exsudée est utilisée comme encens dans les cérémonies religieuses aux Antilles et au Guatemala.
Les Indiens Caraïbes de la Dominique utilisaient la résine en cataplasme pour les contusions.
Suivant Longuefosse, en Martinique, la décoction des feuilles est employée pour le mal estomak. En Guadeloupe, la tisane de l'écorce séchée passe pour antidiabétique, associée au thé pays (Capraria biflora) et au koklaya (Peperomia pellucida).
À Miami en Floride, depuis 2020, on  plante de plus en plus cette espèce (ou le gaïac de Maracaibo)
dans les rues pour lutter contre le réchauffement climatique. En effet, le Gumbo limbo produit beaucoup plus d'ombre et absorbe beaucoup plus de CO2 que les palmiers plantés habituellement jusque là.

## Synonymes
- Pistacia simaruba L.
- Elaphrium simaruba (L.) Rose